# Antonio Hortelano Hontanga
Antonio Hortelano Hontanga (València, País Valencià, 16 de setembre de 1975) és un actor valencià. Un dels seus papers més coneguts és el de "Quimi" a la sèrie Compañeros.

## Filmografia

### Cinema
| Llargmetratges - El seductor (1995) - La camisa de la serpiente (1996) - La sal de la vida (1996) - Black (1998) - No te fallaré (2001) - Más de mil cámaras velan por tu seguridad (2003) - Cosas de brujas (2003) - Diario de una becaria (2003) - Condón Express (2005) - Desde que amanece apetecede (2005) | Curtmetratges - El sótano (1998) - Franco no puede morir en la cama(1998) - La última parada (Lo peor de todo) (1999) - El Ingenio de Rosario Fuentenebro Yubero (2011) - Doncella dormida (2011) - El ingenio (2011) - Hidrolisis (2012) |

### Televisió
- Turno de oficio: Diez años después (1996)
- La otra familia (1996)
- Médico de familia (1997)
- Más que amigos (1997)
- Manos a la obra (1998)
- Compañeros (1998-2001)
- Mis estimadas víctimas (2005)
- 7 vidas (2006)
- SMS, sin miedo a soñar (2006-2007)
- Flor de mayo (2008)
- Los misterios de Laura (2011)
- Punta Escarlata (2011)
- El don de Alba (2012-2013)
- Sin identidad (2014)9

### Teatre
- Olvida los tambores d'Ana Diosdado, (2007)
- Los 80 son nuestros d'Ana Diosdado, (2010)
- Burundanga (2011)
- Una semana nada más (2013)

## Premis i nominacions
| Any  | Premi               | Categoria                 | Títol      | Resultat |
| ---- | ------------------- | ------------------------- | ---------- | -------- |
| 2000 | Fotogramas de Plata | Millor actor de televisió | Compañeros | Nominat  |